# Олівер Сейл
Олівер Сейл (англ. Oliver Sail, нар. 13 січня 1996, Окленд) — новозеландський футболіст, воротар австралійського клубу «Перт Глорі» та національної збірної Нової Зеландії. Виступав також за клуб «Веллінгтон Фенікс». Чемпіон Нової Зеландії, володар Кубка націй ОФК.

## Клубна кар'єра
Олівер Сейл народився 1996 року в місті Окленд, та є вихованцем футбольної школи клубу «Вондерерс СК». У професійному футболі дебютував 2013 року виступами за команду «Окленд Сіті», в якій грав до 2014 року. У 2014 році воротар перейшов до команди «Веллінгтон Фенікс», до 2017 року грав за резервну команду клубу, а з 2017 до 2023 року грав за основну команду клубу. У 2023 році воротар перейшов до австралійського клубу «Перт Глорі».

## Виступи за збірні
У 2013 році Олівер Сейл грав у складі юнацької збірної Нової Зеландії.
Протягом 2014—2015 років футболіст грав у складі молодіжної збірної Нової Зеландії. На молодіжному рівні зіграв у 4 офіційних матчах, пропустив 8 голів.
У 2014 році Сейл дебютував у складі національної збірної Нової Зеландії. У складі збірної був учасником кубка націй ОФК 2024 року у Фіджі і Вануату, на якому новозеландська збірна здобула перемогу. Станом на початок 2025 року зіграв у складі збірної 9 матчів.

## Титули і досягнення
- Чемпіон Нової Зеландії (1):

«Окленд Сіті»: 2013—2014
- Володар Кубка націй ОФК (1):

Нова Зеландія 2024